# Manoel Hygino dos Santos
Manoel Hygino dos Santos (Montes Claros, 13 de março de 1930) é jornalista e escritor mineiro.

## Biografia
Se formou em Anatomia, Citologia e Histologia, pela Faculdade de Medicina de Montevidéu no ano de 1953.
Publicou seu primeiro livro, Vozes da Terra, de contos e crônicas, aos 18 anos. Autor de grande vasta produção escrita, transitou principalmente entre a história e as biografias. Parte de sua produção é também relacionada com a área de saúde, principalmente em virtude da sua atividade como ouvidor do Grupo Santa Casa de Belo Horizonte e editor do jornal Santa Casa Notícias. Segundo entrevista concedida em julho de 2009, ele ainda utilizava máquina de escrever para escrever seus textos.
Atualmente é articulista com coluna diária no jornal Hoje em Dia, de Belo Horizonte (link abaixo).
Ocupa atualmente a cadeira nº 23 da Academia Mineira de Letras e é membro, dentre outras, da Associação Nacional de Escritores (ANE).

## Obras
- Vozes da Terra, Ed. do Autor, Belo Horizonte, 1948, Contos e Crônicas
- Considerações sobre Hamlet, Ed. Imprensa Oficial de Minas Gerais, Belo Horizonte, 1965, Ensaio Histórico – Literário
- Rasputin – último ato da tragédia Romana, Ed. Júpiter, Belo Horizonte , 1970 , Ensaio
- Governo e Comunicação, Ed. Imprensa Oficial, Belo Horizonte , 1971 , Monografia
- Hippies – Protesto ou Modismo, Ed. Júpiter, Belo Horizonte , 1978
- Antologia da Academia Montes-Clarense de Letras, Ed. Comunicação, Belo Horizonte, 1978, Coordenação de Yvonne de Oliveira Silveira
- Sangue em Jonestown, uma tragédia na Guiana, Ed. Júpiter, Belo Horizonte, 1979, Ensaio
- No rastro da Subversão, Ed. Faria, Belo Horizonte, 1991, Ensaio
- Darcy Ribeiro, o Ateu, Ed. Fumarc, Belo Horizonte , 1999 , Biografia
- Notícias Via Postal, Ed. do Autor, Belo Horizonte, 2002, Correspondências
- Tu és Pedro – um crime que ficou sem castigo, 2004
- Santa Casa de Belo Horizonte – Uma História de Amor à Vida, 2005, 2ª ed. 2010
- Clínica de Olhos – 90 anos, Uma História de Pioneirismo em Minas Gerais, 2ª ed. 2009
- Reverência pela Vida. A Pediatria em Minas Gerais
- Tempos de Nascer: A Obstetrícia em Minas Gerais
- Getúlio: de São Borja a São Borja, 2009
- Memórias do Centro Precursor e Difusor da Especialidade em Minas – Endocrinologia e Metabologia da Santa Casa, 2010
- Trabalhando com o Coração – A Cardiologia na Santa Casa, 2010
- Jesus, causa mortis, 2010
- Cem Anos das Servas do Espírito Santo na Santa Casa de Belo Horizonte, 2011
- A Dermatologia na Santa Casa, 2011
- A Peste Branca – A Pneumologia e a Tisiologia – Um  relato, 2011
- Doutora Celina – Cem anos de vida e solidariedade, 2011
- Mãos que Afagam, Palavras Que Enternecem – As Voluntárias da Avosc, 2011
- Israel Pinheiro, cidadão e homem público
- Uma história do pioneirismo em Minas Gerais
- A voz do espírito e do coração da gente mineira

### Participação
- Montes Claros, sua História, sua Gente e seus Costumes, de Hermes de Paula, 1957
- Encontro de Brasília, documentos, Presidência da República, 1970
- Uma Mensagem de Esperança, Edgar Godói da Mata Machado, coordenação de José Bento Teixeira de Sales, Maza Edições, 1995

## Ligações Externas
- Coluna diária no jornal Hoje em Dia
- Crônicas de Manoel Hygino no site montesclaros.com